# Пасхалова Алевтина Михайлівна
Алевтина Михайлівна Пасхалова (в шлюбі Аносова; 1875—1953) — російська і радянська оперна і камерна співачка (лірико-драматичне сопрано), також педагогиня і музична діячка; Заслужена артистка РРФСР (1934).
Володіла гарним, рівним в усіх регістрах голосом чистого тембру з густим низьким регістром. Репертуар співачки включав понад 60 партій.

## Життєпис
Народилася 27 травня (8 червня) 1875 року в селі Сокур Саратовської губернії (нині — Татищевський район Саратовської області), в сім'ї надвірного радника — Михайла Никандровича Пасхалова, який в числі російських добровольців звільняв сербів від османського ярма і загинув. Внучка Анни Никанорівни Пасхалової-Мордовцевої. Після смерті батька мати вдруге одружилася, а семирічну Алевтину відправила до бабусі в Саратов.
Початкову освіту грі на фортепіано отримала в Саратовському жіночому інституті. У італійця Рокко навчалася також співу. Уже в учнівських концертах виконувала фортепіанні твори Шопена, Шумана і Ліста, співала в хорі. У 1893 році вступила в московську вокальну студію Терьян-Корганової, де незабаром її почув С. Мамонтов і запросив в Московську приватну російську оперу на партію Церліни («Дон Жуан»). У 1893—1898 роках Алевтина Пасхалова навчалася співу в Московській консерваторії у Єлизавети Лавровської. В будинку у Лавровської вона познайомилася з С. Танєєвим, О. Гречаніновим, С. Рахманіновим і часто виконувала оперні арії та романси у їх супроводі. Ще ученицею консерваторії, в 1898 році вона брала участь в гастрольних виставах Московської приватної російської опери Мамонтова в Петербурзі.
Після закінчення консерваторії, в 1898—1899 роках, Пасхалова була солісткою Московської приватної російської опери. Пізніше виступала у великих містах Росії — Казані, Пермі, Саратові, Житомирі, Кам'янці-Подільському, Нижньому Новгороді, Москві (театр «Акваріум», антреприза М. Медведєва), Петербурзі (Новий літній театр «Олімпія», антрепризи Е. Кабанова і К. Яковлєва). У 1905—1908 роках була солісткою петербурзького Маріїнського театру, потім знову співала в Саратові, Пермі, Катеринодарі, Харкові, Казані, Тбілісі, Кишиневі. У 1912 році співачка удосконалювалася у вокальному мистецтві в Мілані у А. Броджі і А. Бетінеллі. У 1911—1912 роках концертувала в Генуї, Вероні і Мілані (тут дебютувала в театрі «Ла Скала»). У 1913—1914 роках виступала в Росії — в Катеринодарі, Оренбурзі, Ташкенті, Самарканді, Бухарі. У 1913 році записувалася на грамплатівки, виконуючи романси П. Чайковського, С. Рахманінова, Е. Гріга, Ф. Шопена.
Була першою виконавицею партій Дуні («У 1812 році»), Фреї («Золото Рейну»), Ксенії («Борис Годунов», в Москві), Чіо-Чіо-сан («Чіо-Чіо-сан», в Харкові). Її партнерами були — І. Алчевський, Ж. Девойод, І. Єршов, Е. Збруєва, В. Касторський, А. Лабінський, Л. Собінов, Н. Фріду, Ф. Шаляпін, Л. Яковлєв. Співала під керуванням Е. Купера, Е. Направника, І. Палієва, І. Труффі.
1. ↑  https://www.biografija.ru/biography/paskhalova-alevtina-mikhajlovna.htm